# Станція Пяна Белла ді Монтелібретті
Станція Пяна Белла ді Монтелібретті (італ. Piana Bella di Montelibretti) — залізнична станція, розташована на лінії Флоренція-Рим, яка обслуговує декілька міст, розташованих приблизно в п'ятнадцяти кілометрах (Монтелібретті, Паломбара-Сабіна, Моріконе, Монтефлавіо). До селищ Моріконе та Паломбара-Сабіна можна дістатися з вокзалу через приватний трансфер. Влітку деякі маршрутки, що йдуть до Паломбари-Сабіни, проходять перед термальними ваннами Кретоне. На станції зупиняються лише потяги лінії Орте-Фьюмічіно.
Добратись до станції Пяна Белла ді Монтелібретті можна з Риму із станції Тібуртіна.